# 農夫馬嘎
農夫馬嘎（Farmer Maggot）是托爾金（J. R. R. Tolkien）奇幻小說裡的一位哈比人。他是一位農夫，居住在夏爾（Shire）東區的班福隆（Bamfurlong）。這裡盛產蘑菇。農夫馬嘎經常都要趕要來偷蘑菇的哈比人。佛羅多·巴金斯（Frodo Baggins）年少時居住在雄鹿地，靠近馬嘎的農場，他有一次偷蘑菇被馬嘎逮住，馬嘎對他飼養的犬說：「下次這傢伙如果再踏上我的地盤，你們就可以吃了他，趕他走！」。馬嘎還讓犬隻追趕佛羅多到渡口。佛羅多直至三十多歲仍對馬嘎感到畏懼。
不過，佛羅多攜帶至尊魔戒離開夏爾，與山姆、皮聘必需經過馬嘎的農場。他們遇到馬嘎及他的三隻犬：尖爪、利牙及小狼，但馬嘎早已對那件事釋然了。馬嘎邀請佛羅多等人吃晚餐，並用馬車將他們送到渡口，他還送了一簍蘑菇給佛羅多。
黑騎士在此時以黃金懸賞佛羅多的去向，馬嘎堅持為佛羅多護行。馬嘎忠告佛羅多等人千萬別走回頭。黑騎士在向馬嘎詢問巴金斯的消息時，黑騎士幾乎撞倒馬嘎，馬嘎命令犬隻攻擊黑騎士，但犬隻懼怕黑騎士。
馬嘎育有三名兒子及至少三名女兒，還有妻子馬嘎太太。不知為何，馬嗄與湯姆·龐巴迪（Tom Bombadil）相熟，他建議佛羅多等人經老林（Old Forest）到達湯姆·龐巴迪的家。湯姆·龐巴迪說馬嘎很睿智。

## 創作
在托爾金撰寫《魔戒》時，馬嘎的角色經歷了好幾次變更。在最初的一個版本中馬嘎非常仁慈，為哈比人提供了食宿，但在另一個版本中他卻變得十分兇狠。

## 改編描述
在彼得·傑克森的電影《魔戒首部曲：魔戒現身》裡，佛羅多經過馬嘎農場的部分非常扼要，並經過修改。在電影裡，佛羅多及山姆在農場遇到來偷蘑菇的皮聘及梅里。馬嘎並沒有正面出現在屏幕前，但還是看見的他的鐮刀及他的怒斥。據皮聘所說，他和梅里經常來偷蘑菇。而在原著小說裡，皮聘和馬嘎其實很要好。